# Кентърбъри (регион)
Кентърбъри е един от 16-те региона на Нова Зеландия. Населението му е 624 200 жители (по приблизителна оценка от юни 2018 г.), а площта му е 45 346 кв. км. Намира се в часова зона UTC+12. Основан е през 1989 г.